# Gintaras Staučė
Gintaras Mindaugovich Staučė, född 24 december 1969 i Alytus, är en litauisk fotbollstränare och före detta målvakt. Under sin aktiva karriär spelade han för bland annat Spartak Moskva, Galatasaray och MSV Duisburg. För Litauens landslag gjorde han 61 landskamper.
Sedan 2014 är Staučė målvaktstränare i Dynamo Moskva.

## Meriter
Spartak Moskva
- Ryska ligan: 1992, 1993, 1994
- Ryska cupen: 1994